# Тачи-Менса, Алекс
Алекс Тачи-Менса (англ. Alex Tachie-Mensah; 15 февраля 1977, Аккра, Гана) — ганский футболист, нападающий.

## Карьера
9 лет выступал в чемпионате Швейцарии. В нём Тачи-Менса играл за «Ксамакс» и «Санкт-Галлен». Игрок также выступал за сборную Ганы.
В 2006 году нападающий принял участие в Чемпионате мира по футболу в Германии. На мундиале Тачи-Менса участвовал в 3 играх из 4, которая провела сборная Ганы на турнире.
С 2009 года Алекс Тачи-Менса тренирует юношескую команду швейцарского клуба «Фрайнфельд».